# Pontisk eg
Pontisk eg eller Armensk Eg (Quercus pontica) er et lille, løvfældende træ eller en stor busk. Væksten er først bredt kegleformet, men den bliver senere mere rund og tæt. Hovedgrenene er usædvanligt tykke med en opstigende eller opret vækst. 

## Beskrivelse
Barken er først glat og kantet i grønt eller lysebrunt. Kort efter bliver den grå og opsprækkende. Gamle grene og stammer kan have en furet bark. Knopperne er spredt stillede, og de er usædvanligt store, lysebrune og kantede. 
Bladene er meget store, ovale til omvendt ægformede. Randen er tandet, og oversiden er græsgrøn, læderagtig og blank, mens undersiden er grågrøn. Høstfarven er klart gul til brunligt gul. Blomstringen sker i forbindelse med løvspringet i maj, og den består af hanlige blomster i lange, hængende rakler og hunblomster, der sidder få sammen tæt på skuddet. Frugterne er nødder, der sidder i en åben skål ("agern").
Rodnettet består af en dybtgående pælerod med kraftige, ligeledes dybtgående siderødder.
Højde x bredde og årlig tilvækst: 5 x 5 m (10 x 10 cm/år). Tallene er gennemsnitstal beregnet for en 25-årig vækstperiode.

## Hjemsted
Som navnet siger, hører denne Eg hjemme på Kaukasusbjergenes sydskråninger og i de Pontiske bjerge. Den forekommer i nedbørsrige egne på skrånende, veldrænet bund. 
Camili biosfærereservatet, som ligger nær Borçka i Artvinprovinsen, det nordøstlige Tyrkiet, rummer subalpine skove, og her vokser arten sammen med bl.a. Acer trautvetteri (en art af løn), blåbær, ene, revling, almindelig røn, Betula litwinowii, B. medwediewii og B. recurvata (tre arter af birk), bjerganemone, Daphne glomerata (en art af dafne), havegaltetand, hindbær, kaukasisk ensian, kaukasisk ærenpris, Lonicera caucasica (en art af gedeblad), pibekvalkved, Rhododendron caucasicum (en art af rododendron), Ribes biebersteinii (en art fra ribs-slægten), russisk skilla og skærmrøn

## Note
1. ↑  Özgür Eminagaoglu, Hamdi Güray Kutbay, Zafer Cemal Özkan, Arzu Ergül: Flora of the Camili Biosphere Reserve Area Arkiveret 22. december 2012 hos  Wayback Machine – Plantesamfund i området ”Camili Biosfærereservat” (engelsk)